# Far Cry Warrior
Pour le jeu vidéo, voir Far Cry (jeu vidéo).
 (mars 2020).
Si vous disposez d'ouvrages ou d'articles de référence ou si vous connaissez des sites web de qualité traitant du thème abordé ici, merci de compléter l'article en donnant les références utiles à sa vérifiabilité et en les liant à la section « Notes et références ».
Pour plus de détails, voir Fiche technique et Distribution.
Far Cry Warrior (Far Cry) est un film allemand réalisé par Uwe Boll et sorti en 2008. Il est adapté du jeu vidéo éponyme.

## Synopsis
Un officier des forces spéciales, Jack Carver, est engagé par une journaliste , Valerie Cardinal.
Il doit enquêter sur un complexe militaire secret dans une île du pacifique.
Dès leur débarquement, ils sont attaqués par un groupe de mercenaires à la force surhumaine commandé par le Docteur Krieger.
Ils vont devoir survivre en échappant à des soldats devenus incontrôlables.

## Fiche technique
- Titre : Far Cry
- Réalisation : Uwe Boll
- Scénario : Michael Roesch et Peter Scheerer
- Musique : Jessica de Rooij
- Production : Uwe Boll, Shawn Williamson, Dan Clarke, Wolfgang Herold
- Durée : 95 minutes
- Budget : 30 millions de $[réf. nécessaire]
- Date de sortie :
  - Allemagne : 2 octobre 2008

## Distribution
- Til Schweiger : Jack Carver
- Emmanuelle Vaugier : Valerie Cardinal
- Udo Kier : Docteur Krieger
- Natalia Avelon (VFB : Mélanie Dermont) : Katja Chernov
- Chris Coppola : Emilio
- Craig Fairbrass : Parker
- Ralf Moeller : Max Cardinal
- Michael Paré : Paul Summers
- Mike Dopud : S Sgt. Ryder
- Don S. Davis : Général Roderick
- Michael Eklund
- Jay Brazeau : Ralph
- « Stuttering » Craig Skistimas : Scientifique
- « Handsome » Thomas Hanley : Mercenaire
- Anthony Bourdain : Scientifique
- Michael Teigen : Mercenaire Bridge
- D. Harlan Cutshall : Mercenaire Quinn
- Scott Cooper : Jeune reporter

## Version française
- Société de doublage : NDE Production
- Direction artistique : Antony Delclève
- Adaptation des dialogues : Frédéric Alameunière
- Enregistrement et mixage :